# Шатьмапосинське сільське поселення
Шатьмапо́синське сільське поселення (рос. Шатьмапосинское сельское поселение) — муніципальне утворення у складі Моргауського району Чувашії, Росія. Адміністративний центр — присілок Шатьмапосі.

## Склад
До складу поселення входять такі населені пункти:
| Населений пункт      | Населення, осіб (2010) |
| -------------------- | ---------------------- |
| Авданкаси, присілок  | 132                    |
| Кадикой, присілок    | 147                    |
| Карманкаси, присілок | 47                     |
| Обрискіно, присілок  | 48                     |
| Сарчаки, присілок    | 119                    |
| Тіуші, присілок      | 224                    |
| Торхани, присілок    | 165                    |
| Шатьмапосі, присілок | 293                    |